# Lalande-de-Pomerol
 Lalande-de-Pomerol  es una población y comuna francesa, situada en la región de Aquitania, departamento de Gironda, en el distrito de Libourne y cantón de Libourne.

## Demografía
| 519 | 631 | 704 | 723 | 715 | 614 |
| Para los censos de 1962 a 1999 la población legal corresponde a la población sin duplicidades (Fuente: INSEE [Consultar]) |     |     |     |     |     |